# Kayserispor Kulübü
O Kayserispor Kulübü (mais conhecido como Kayserispor) é um clube turco profissional de futebol turco com sede na cidade de Caiseri, capital da província homônima, fundado em 1º de julho de 1966 como Kayseri Emniyetspor e rebatizado com seu nome atual em 1975.
Suas cores oficiais são o vermelho e o amarelo, embora também utilize ocasionalmente um uniforme alternativo de cor preta.
O clube manda seus jogos no estádio Estádio Kadir Has, localizado na cidade de Caiseri, com capacidade para 32 864 espectadores.

## Títulos

### Continental
- Taça Intertoto da UEFA (1): 2006

### Nacionais
- Copa da Turquia (1): 2007–08
- Segunda Divisão Turca (3): 1972–73, 1984–85 e 2014–15
- Terceira Divisão Turca (1): 1990–91

### Campanhas de Destaque
- 5ª colocação no Campeonato Turco (4): 2005–06, 2006–07, 2007–08 e 2012–13
- Vice–Campeão da Supercopa da Turquia (1): 2008
- Vice–Campeão da Segunda Divisão Turca (2): 1991–92 e 1996–97
- Vencedor dos Playoffs da Segunda Divisão Turca (1): 1978–79

## Uniformes

### Uniformes atuais
| Primeiro Uniforme | Segundo Uniforme | Terceiro Uniforme | Quarto Uniforme |

### Uniformes anteriores
- 2012–13

| Primeiro | Segundo | Terceiro | Quarto |  |

- 2010–12

| Primeiro | Segundo | Terceiro | Quarto |  |

- 2009–10

| Primeiro | Segundo | Terceiro |

- 2007–09

| Primeiro | Segundo | Terceiro | Quarto |